# Чиннов, Иван Иванович
Иван Иванович Чиннов (15 октября 1911,  пос. Петушки,  Владимирская губерния,  Российская империя — 6 сентября 1944,  Бауский район, Латвийская ССР, СССР) — советский военачальник, генерал-майор (22.02.1944).

## Биография
Родился 15 октября 1911 года в посёлке  Петушки, ныне одноименный город во  Владимирской области. Русский.

### Военная служба

#### Межвоенные годы
19 сентября 1929 года поступил в Объединенную военную школу им. ВЦИК в Москве. По ее окончании в марте 1932 года получил назначение в 111-й стрелковый полк 37-й стрелковой дивизии БВО, где служил на должностях командира стрелкового взвода, взвода полковой школы, пулеметной роты. В мае 1936 года зачислен слушателем в Военную академию РККА им. М. В. Фрунзе, по ее окончании в январе 1939 года назначен помощником начальника 1-го отделения штаба 14-го стрелкового корпуса ХВО, затем и. д. начальника оперативного отдела войсковой разведки штаба округа. С декабря 1939 года и. д. начальника оперативного отдела штаба этого же корпуса. В этой должности участвовал в Советско-финляндской войне. По окончании боевых действий корпус был передислоцирован в состав ОдВО.

#### Великая Отечественная война
В начале войны в той же должности. В конце июня 1941 года 14-й стрелковый корпус вошел в состав 9-й армии Южного фронта и участвовал в приграничном сражении, в ходе которого осуществлял оборону по восточному берегу реки Прут, отражал наступление немецких и румынских войск северо-западнее города Кишинёв. Затем в тяжелых условиях отхода войск Южного фронта его части в составе Приморской группы войск (с 19 июля — Отдельная Приморская армия), выполняли задачи по прикрытию приморского (одесского) направления, в конце июля вели оборонительные бои на восточному берегу реки Днестр в районе Тирасполь, Паланка, Овидиополь. В начале августа корпус был расформирован, а майор  Чиннов приказом по Приморской армии от 9 августа 1941 года назначен начальником штаба 95-й стрелковой дивизии. Ее части участвовали в тяжелых боях при обороне Одессы. Особо отличился в бою под ст. Выгода, где был разгромлен Румынский пехотный полк. В ходе боя майор  Чиннов лично возглавил контратаку пулеметных рот, был ранен. За мужество и отвагу в этом бою он был награжден орденом Красного Знамени. С 30 сентября 1941 года был начальником 1-го (оперативного) отделения, он же заместитель начальника оперативного отдела штаба 10-й армии Южного фронта. С 25 января 1942 года и. д. для особых поручений при командующем войсками Калининского фронта генерал-полковнике И. С. Коневе. С 15 июля 1942 года служил начальником оперативного отдела, а с августа заместителем начальника штаба по ВПУ 41-й армии этого же фронта. Ее войска вели оборонительные бои западнее и юго-западнее города Белый. 
Приказом по войскам Калининского фронта от 6 октября 1942 года полковник Чиннов был допущен к и. д. командира 179-й стрелковой дивизии этой армии (утвержден приказом НКО от 10.11.1942). В декабре он был назначен и. д. начальника штаба 43-й армии этого же фронта. В начале февраля 1943 года вступил в командование 360-й стрелковой дивизией. До сентября ее части в составе войск 4-й ударной армии Калининского фронта занимали оборону в 30 км юго-восточнее города Невель, затем в октябре приняли участие в Невельской наступательной операции. За успешное выполнение заданий командования в боях при освобождении г. Невель дивизии было присвоено наименование «Невельская» (07.10.1943),	а полковник Чиннов награжден орденом Суворова 2-й степени. Летом 1944 года дивизия в составе 83-го стрелкового корпуса 4-й ударной армии 1-го, затем 2-го Прибалтийских фронтов в ходе Белорусской стратегической операции участвовала  в  Полоцкой, Режицко-Двинской и Шяуляйской наступательных операциях. За эти операции он был награжден орденами Красного Знамени и Кутузова 2-й степени. 	
6 сентября 1944 года в районе Мазнурвин, в нескольких километрах от Скайсткалне, генерал-майор Чиннов вместе с офицерами из штаба и командиром полка вышли на передовую, чтобы оценить ситуацию и принять решение. Чиннов в бинокль осматривал обстановку и в этот момент был убит выстрелом вражеского снайпера. Тело погибшего генерала привезли в Даугавпилс, и 8 сентября он был похоронен в парке Ленинского комсомола (парк Дубровина).
За время войны комдив Чиннов  был  три  раза персонально упомянут в благодарственных в приказах Верховного Главнокомандующего.

## Награды
- три ордена Красного Знамени (21.02.1942[7], 03.01.1944[8], 10.07.1944[9])
- орден Суворова II степени (11.10.1943)[10]
- орден Кутузова II степени (30.07.1944)[11]
- орден Отечественной войны I степени (19.09.1944)[12]
- орден Красной Звезды (03.11.1944)[13][14]
- медаль «За оборону Одессы» (1944)

Приказы (благодарности) Верховного Главнокомандующего в которых отмечен И. И. Чиннов.
- За овладение городом Невель – крупным опорным пунктом и оперативно важным узлом коммуникаций немцев на северо-западном направлении. 7 октября 1943 года. № 30.
- За овладение штурмом городом и важным железнодорожным узлом Полоцк – мощным укрепленным районом обороны немцев, прикрывающим направление на Двинск. 4 июля 1944 года № 129.
- За овладение штурмом городами Даугавпилс (Двинск) и Резекне (Режица) – важными железнодорожными узлами и мощными опорными пунктами обороны немцев на рижском направлении. 27 июля 1944 года. № 153.